# Kwas octowy
Kwas octowy, CH
3COOH – organiczny związek chemiczny z grupy kwasów karboksylowych.

## Otrzymywanie
Kwas octowy otrzymywany jest przemysłowo przez karbonylowanie metanolu (proces Monsanto, Acetica i inne), bezpośrednie utlenianie butanu lub niskooktanowych benzyn oraz utlenianie aldehydu octowego (otrzymywanego z acetylenu). Fermentacja octowa etanolu otrzymywanego z fermentacji alkoholowej cukrów jest źródłem spożywczego kwasu octowego (ocet). Kwas octowy jest też produktem ubocznym suchej destylacji drewna; izoluje się go z destylatu przez wytrącenie wapnem octanu wapnia (tzw. „szare wapno”), który następnie poddaje się reakcji z kwasem siarkowym i oddestylowuje kwas octowy.

## Właściwości
- czysty kwas octowy jest bezbarwną, żrącą cieczą o ostrym zapachu octu[20]
- mieszalny z wodą[20]
- ze względu na tworzenie kryształów w temp. poniżej 16 °C, które wyglądem przypominają lód, czysty kwas octowy nazywany jest kwasem octowym lodowatym[18]
- kwas o stężeniu 70–80% nosi nazwę „esencji octowej”[19]
- stosunkowo wysoka temperatura wrzenia wynika z silnych wiązań wodorowych występujących między cząsteczkami kwasu; podobnie jak inne proste kwasy karboksylowe, w fazie skondensowanej tworzy dimery, które są częściowo obecne także w fazie gazowej[21]
- podobnie jak inne proste kwasy karboksylowe, jest kwasem słabym (pKa = 4,76)[22][23]
- spala się niebieskim płomieniem[24]
- z metalami tworzy sole, a z alkoholami i fenolami – estry; obie te grupy związków nazywane są octanami

Wiązanie wodorowe między dwiema cząsteczkami kwasu octowego
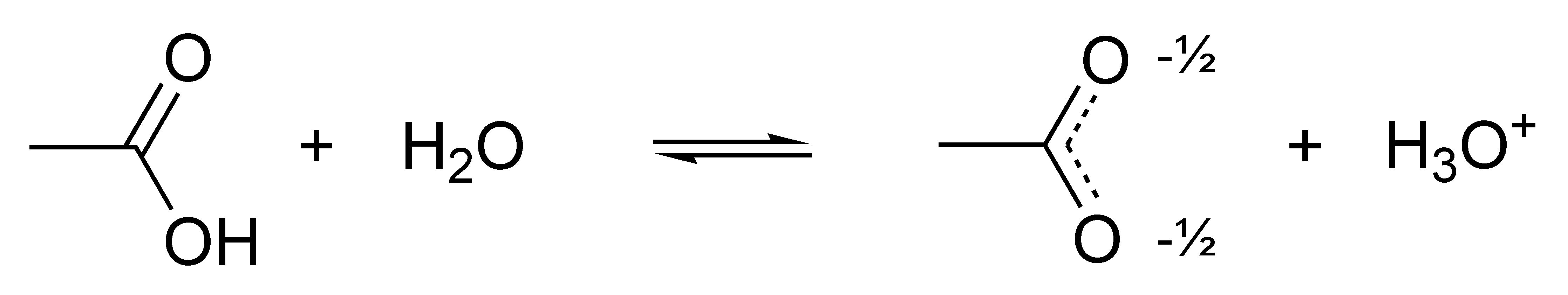
Dysocjacja kwasu octowego

## Zastosowanie
Synteza organiczna, do produkcji sztucznego jedwabiu, leków (aspiryna), niepalnej taśmy filmowej i esencji octowej, kwasu chlorooctowego, octanów, karboksymetylocelulozy, octanu celulozy, w technice grzewczej do usuwania kamienia kotłowego, w postaci kilkuprocentowego roztworu (produkt fermentacji octowej) jako ocet spożywczy do konserwacji żywności, jako składnik roztworów buforowych i wiele innych. Bardzo duże ilości kwasu octowego używane są jako rozpuszczalnik w rafinacji kwasu tereftalowego, używanego do wielkotonażowej produkcji poli(tereftalanu etylenu) (butelki PET). Jest stosowany również jako konserwant. Jego oznaczenie jako dodatku do żywności to E260.

## Historia
Kwas octowy był znany w starożytności pod postacią octu winnego lub piwnego będącego efektem działania powietrza na wino lub piwo. Zastosowanie inne niż spożywcze tego rodzaju octu, do wytwarzania barwników, zostało opisane przez Teofrasta z Eresos w III w. p.n.e. Pierwszy opis substancji lub mieszaniny kilku substancji (mieszaniny kwasów karboksylowych) decydującej o właściwościach octu, umieścił w swoich tekstach arabski alchemik Dżabir Ibn Hajjan. Czysty kwas octowy został otrzymany w XVI w. przez Andreasa Libaviusa, w wyniku suchej destylacji octanu(II) ołowiu, jednak kwas ten nie został poprawnie zidentyfikowany (przyjęto, że jest to inna substancja niż ta zawarta w occie). 
Pozyskanie substancji, co do której zakładano, że jest kwasem octowym rozpoczęto po roku 1700, po tym jak niemiecki chemik Georg Ernst Stahl opracował metodę jej destylacji z octu.
Analizy poszczególnych składników substancji jaką uznawano za kwas octowy dokonał Johan Afzelisus, opisując różnice pomiędzy kwasem mrówkowym i octowym oraz pomiędzy kwasem octowym i szczawiowym. Nadal uznawano otrzymany z octu czysty kwas octowy za związek różny od związku uzyskanego przez Libaviusa. Identyczności tych substancji dowiódł w 1798 roku Pier Adet.   